# Thamniopsis colombica
Thamniopsis colombica là một loài rêu trong họ Pilotrichaceae. Loài này được (R.S. Williams) B. H. Allen mô tả khoa học đầu tiên năm 2010.